# Шандула, Владимир Никифорович
Владимир Никифорович Шандула (6 августа 1920 — 10 октября 1999) — заместитель командира эскадрильи 162-го гвардейского Вислинского ордена Богдана Хмельницкого бомбардировочного авиационного полка 8-й гвардейской бомбардировочной авиационной дивизии 6-го гвардейского бомбардировочного авиационного корпуса 2-й воздушной армии 1-го Украинского фронта. Герой Советского Союза. На момент присвоения звания Героя — гвардии капитан, впоследствии — полковник.

## Биография
Родился 6 августа 1920 года в селе Граково ныне Чугуевского района Харьковской области. С 1936 года жил в городе Славянск Донецкой области. Работал токарем на изоляторном заводе «Красный металлист».
В Красной армии с 1938 года. В 1940 году окончил авиационную школу. Участник Великой Отечественной войны с октября 1942 года. Сражался на Калининском, Воронежском и 1-м Украинском фронтах. Принимал участие в Курской битве, освобождении Харькова, Украины, Польши, в боях на территории Германии, в штурме Берлина.
Особо отличился в Берлинской операции. 20 раз гвардии капитан Владимир Шандула водил большие группы самолетов на бомбардировку Берлина. За период Великой Отечественной войны Шандула сбросил на живую силу и технику врага 124 400 килограммов бомб. В воздушных боях он лично сбил 2 истребителя и в группе 8 истребителей противника.
27 июня 1945 года за образцовое выполнение боевого задания командования и проявленные при этом мужество и героизм гвардии капитану Шандуле Владимиру Никифоровичу присвоено звание Героя Советского Союза с вручением ордена Ленина и медали «Золотая Звезда».
После войны продолжал службу в военно-воздушных силах СССР. С 1956 года полковник Шандула — в запасе. Жил в городе Славянск Донецкой области. Умер 10 октября 1999 года.